# Kangarina septentrionalis
Kangarina septentrionalis is een mosselkreeftjessoort uit de familie van de Cytheruridae. De wetenschappelijke naam van de soort is voor het eerst geldig gepubliceerd in 1972 door Neale.